# Trophées de la musique au Mali
Die Trophées de la Musique au Mali (Tamani) sind ein seit 2003 im afrikanischen Bamako, Mali, stattfindendes Musikfestival mit Auszeichnungen. Sie werden organisiert von Seydoni Mali und der Vereinigung zur Promotion afrikanischer Musik (franz.: L’Association pour la Promotion de la Musique en Afrique).

## Verlauf
Während des Festivals finden allabendlich Konzerte statt. Im Umfeld finden Werkstattgespräche, Zusammenkünfte junger Künstler mit Produzenten sowie Pressegespräche statt. In acht Kategorien werden Preise vergeben, die Tamanis:
- Beste traditionelle Musik
- Entdeckung des Jahres
- Beste Künstlerin
- Bester Künstler
- Bester Videoclip des Jahres
- Beste Rap-Gruppe Malis
- Bester Radiomoderator
- Bester Künstler des Jahres (Tamani d'or – Goldener Tamani)

Zusätzlich werden jährlich weitere Kategorien ergänzt oder Ehrenpreise vergeben.

## Preisträger

### 2003
- Tamani d’Or: Oumou Sangaré

### 2004
- Tamani d’Or: Adja Soumano
- Tamani für die beste Schauspielerin Zentralafrikas: Barbara Kanam

### 2005
Die Tamanis wurden Ende Dezember 2005 im Palast der Kultur verliehen.
- Tamani d’Or: Djénéba Seck
- Tamani der besten traditionellen Musik: Molobaly Keïta
- Tamani für den besten Künstler: Molobaly Keïta
- Tamani für die beste Künstlerin: Djénéba Seck
- Tamani für die Entdeckung des Jahres: Nampé Sadio
- Tamani für den besten Videoclip: Amadou & Mariam für «Dimanche à Bamako»
- Tamani für die beste Rap-Gruppe Malis: Yéli Fuzzo
- Tamani für den besten Radiomoderator: Moussa Tidiane Kanté
- Tamani für das beste afrikanische Duo: Amadou & Mariam
- Tamani für die besten Künstler aus Burkina Faso: Le groupe AS DJ
- Tamani für die besten Künstler aus Elfenbeinküste: Meiway
- Tamani für die besten Künstler aus Guinea: Kandet Kanté
- Tamani für die besten Künstler aus Benin: Zouley Sangaré
- Tamani für die besten Künstler aus Togo: King Mensah
- Tamani für die besten Künstler aus Ghana: Amazougba
- Tamani Ehrenpreis: Ami Koïta, Kandja Kouyaté, Aïcha Koné, Tabuley Rochereau
- Tamani d'hommage: Feu Toumani Koné, Feu Sada Sissoko

### 2006
- Tamani d'or: Salif Keïta
- Tamani für den besten Künstler: Salif Keïta
- Tamani für den besten Videoclip: Doussou Bagayoko
- Tamani für die beste Künstlerin: Ramata Diakité
- Tamani der besten traditionellen Musik: Soumba Togola
- Tamani für die Entdeckung des Jahres: Abel Bayo
- Tamani für die beste Rap-Gruppe Malis: Tata Pound
- Tamani Ehrenpreis: Zoumana Téréta uns Sam Fan Thomas
- Tamani d'hommage: Ali Farka Touré und Douk Saga

### 2007
Die Tamanis wurden am 30. November 2007 verliehen:
- Tamani d'or: Mangala Camara
- Tamani der besten traditionellen Musik: Toumani Diabaté
- Tamani für die Entdeckung des Jahres: Chéché Dramé
- Tamani für den besten Künstler: Mangala Camara
- Tamani für die beste Künstlerin: Sata Kouyaté
- Tamani für den besten Videoclip: Bassekou Kouyaté
- Tamani für die beste Rap-Gruppe Malis: Amkoullel
- Tamani für die beste Initiative des Jahres: Festival sur le Niger
- Tamani für die kongolesische Musikhoffnung: Maréchal Dj
- Tamani für die senegalesische Musikhoffnung: Pape Diouf
- Tamani Ehrenpreis: Baba Sissoko und Daouda le sentimental.

### 2008
- Tamani d'or: Babani Koné

### 2009
Die Tamanis wurden am 12. Dezember 2009 im Garten des Hotels Laïco Amitié verliehen.
- Tamani d'or: Nahawa Doumbia
- Tamani der besten traditionellen Musik: Amy Wassidjé
- Tamani für die Entdeckung des Jahres: Fousseyni Fakoly Doumbia
- Tamani für den besten Künstler: Soumaïla Kanouté
- Tamani für die beste Künstlerin: Nahawa Doumbia
- Tamani für den besten Videoclip: Fati Kouyaté für  “Soukora”
- Tamani für den besten Rapper Malis: Master Soumi
- Tamani d'hommage: Molobali Traoré, Ramata Diakité, Harouna Barry und Coumba Sidibé
- Tamani Ehrenpreis: Malamine Koné, Alassane Soumano, Dissa Fanta Berthé, Kassé Mady und Patience Dabany